# Črnomelj
Črnomelj (allemand : Tschernembl) est une ville historique et une commune du sud-est de la Slovénie, située dans la région traditionnelle de la Carniole-Blanche tout près de la frontière croate. 

## Géographie

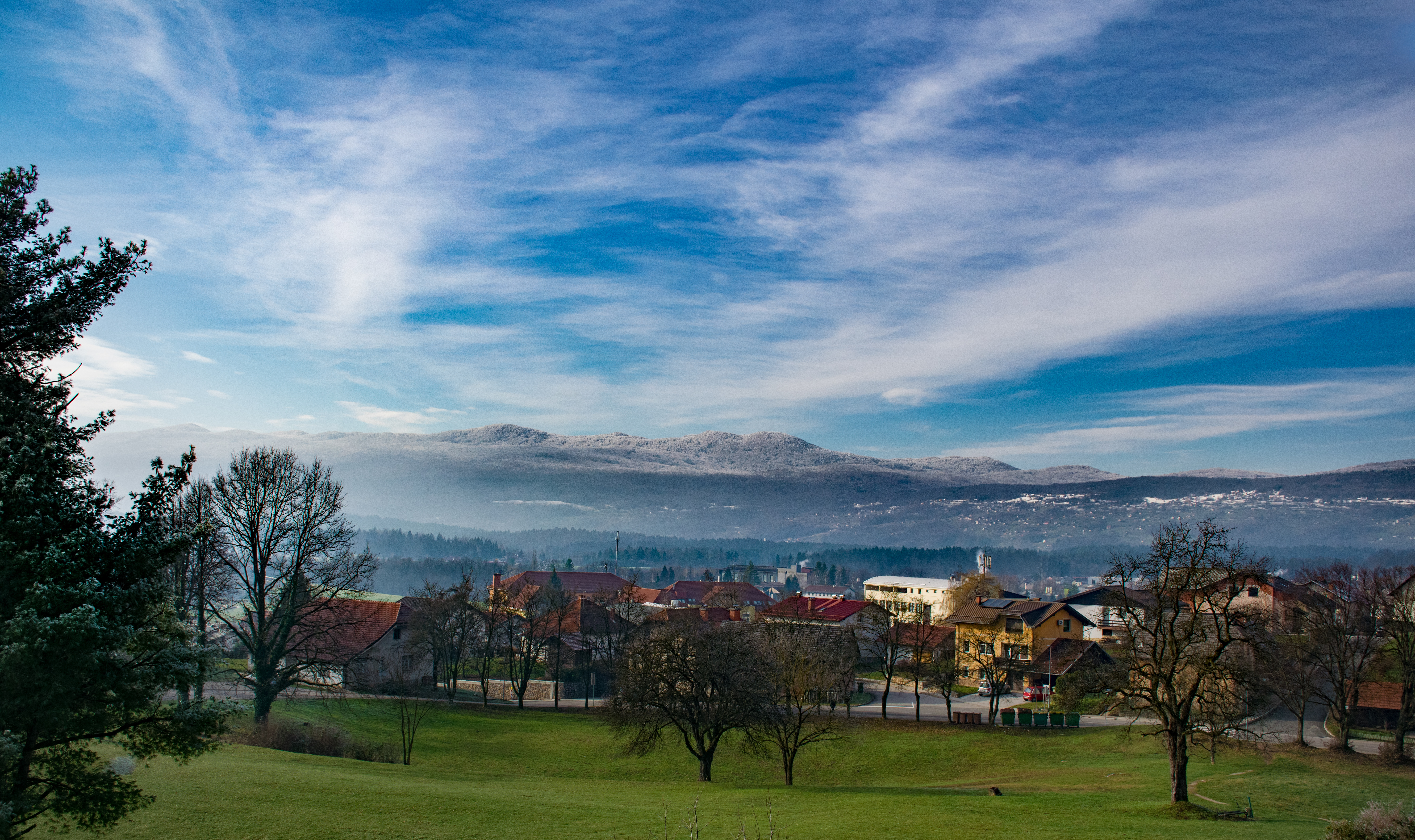
Vue sur la ville.

La commune est située à environ 40 kilomètres au sud de la ville de Novo mesto. Elle se trouve au pied sud du Gorjanci, un promontoire des Alpes dinariques qui sépare la Carniole-Blanche des autres zones dans la région historique de Basse-Carniole. La rivière Kolpa (Kupa) au sud et à l'est forme la frontière avec la Croatie.

### Villages
Les villages et hameaux qui composent la commune sont Adlešiči, Balkovci, Bedenj, Belčji Vrh, Bistrica, Blatnik pri Črnomlju, Bojanci, Brdarci, Breg pri Sinjem Vrhu, Breznik, Butoraj, Cerkvišče, Dalnje Njive, Damelj, Dečina, Desinec, Deskova vas, Dobliče, Doblička Gora, Dolenja Podgora, Dolenja vas pri Črnomlju, Dolenjci, Dolenji Radenci, Dolenji Suhor pri Vinici, Dolnja Paka, Draga pri Sinjem Vrhu, Dragatuš, Dragovanja vas, Dragoši, Drenovec, Drežnik, Črešnjevec pri Dragatušu, , Črnomelj, Čudno selo, Fučkovci, Golek pri Vinici, Golek, Gorenja Podgora, Gorenjci pri Adlešičih, Gorenji Radenci, Gorica, Gornja Paka, Gornji Suhor pri Vinici, Griblje, Grič pri Dobličah, Hrast pri Vinici, Jankoviči, Jelševnik, Jerneja vas, Kanižarica, Knežina, Kot ob Kolpi, Kovača vas, Kovačji Grad, Kvasica, Lokve, Mala Lahinja, Mala sela, Mali Nerajec, Marindol, Mavrlen, Mihelja vas, Miklarji, Miliči, Močile, Naklo, Nova Lipa, Obrh pri Dragatušu, Ogulin, Otovec, Paunoviči, Perudina, Petrova vas, Pobrežje, Podklanec, Podlog, Prelesje, Preloka, Pribinci, Purga, Pusti Gradec, Rodine, Rožanec, Rožič Vrh, Ručetna vas, Sečje selo, Sela pri Dragatušu, Sela pri Otovcu, Sinji Vrh, Sodevci, Srednji Radenci, Stara Lipa, Stari trg ob Kolpi, Stražnji Vrh, Svibnik, Šipek, Špeharji, Talčji Vrh, Tanča Gora, Tribuče, Tušev Dol, Učakovci, Velika Lahinja, Velika sela, Veliki Nerajec, Vinica, Vojna vas, Vranoviči, Vrhovci, Vukovci, Zagozdac, Zajčji Vrh, Zapudje, Zastava, Zilje, Zorenci et Žuniči.

## Histoire
Des découvertes archéologiques dans la région indiquent des habitations déjà à l'époque de la culture de Hallstatt et de La Tène. Au début du XIIIe siècle, les domaines au sud du Gorjanci, faisant initialement partie de l'État croate médiéval, revinrent aux seigneurs de la marche de Carniole.
Les anciennes fortifications de Črnomelj remontent au début du XVe siècle ; après le siège de Vienne en 1529, la ville a servi de base aux attaques contre les envahisseurs ottomans. Néanmoins, l'importance militaire a reculé après que la nouvelle forteresse de Karlovac, qui se situe tout près au sud-est, a été fondée en 1579. Jusqu'à la dissolution de la monarchie austro-hongroise, Črnomelj fut une municipalité autonome, le chef-lieu du district de Tschernembl au sein du duché de Carniole. Sous les dispositions du traité de Saint-Germain signé en 1919, elle doit être cédée au royaume des Serbes, Croates et Slovènes.

## Démographie
Entre 1999 et 2021, la population de la commune est restée relativement stable avec une population proche de 15 000 habitants,.
Évolution démographique
| 1999   | 2000   | 2001   | 2002   | 2003   | 2004   | 2005   | 2006   | 2007   |
| ------ | ------ | ------ | ------ | ------ | ------ | ------ | ------ | ------ |
| 15 073 | 14 993 | 14 888 | 14 881 | 14 802 | 14 720 | 14 748 | 14 783 | 14 812 |
| 2008   | 2009   | 2010   | 2011   | 2012   | 2013   | 2014   | 2015   | 2016   |
| 14 936 | 14 726 | 14 698 | 14 717 | 14 714 | 14 629 | 14 586 | 14 591 | 14 407 |
| 2017   | 2018   | 2019   | 2020   | 2021   |        |        |        |        |
| 14 365 | 14 313 | 14 299 | 14 241 | 14 308 |        |        |        |        |

## Personnalités
- Oton Župančič (1878-1949), poète et traducteur, né au village de Vinica ;
- Franc Rozman (1911–1944), commandant de l'armée des partisans pendant la Seconde Guerre mondiale, meurt au village de Lokve.